# بردبلند (جاجرم)
بردبلند یا کریم آباد روستایی در دهستان چهارده سنخواست بخش جلگه سنخواست شهرستان جاجرم استان خراسان شمالی ایران است.

## جمعیت
بر پایه سرشماری عمومی نفوس و مسکن در سال ۱۳۹۵ جمعیت این مکان ۲۱ نفر (۷خانوار) بوده‌است.